# Nuvilly
Nuvilly (Nuviyi  ou Neveyi en patois fribourgeois) est une localité et une commune suisse du canton de Fribourg, située dans le district de la Broye.

## Géographie
Nuvilly mesure 4 km2. 7,3 % de cette superficie correspond à des surfaces d'habitat ou d'infrastructure, 74,6 % à des surfaces agricoles, 18,1 % à des surfaces boisées et 0,0 % à des surfaces improductives.
Nuvilly est limitrophe des communes d'Estavayer et Les Montets ainsi que de Treytorrens et Valbroye dans le canton de Vaud.

## Population et société

### Surnom
Les habitants de la commune sont surnommés lè Budzon Rossè en patois fribourgeois.

### Démographie
Nuvilly compte 493 habitants au 31 décembre 2023. Sa densité de population atteint 123 hab./km2.
Le graphique suivant résume l'évolution de la population de Nuvilly entre 1850 et 2008 :

## Éducation

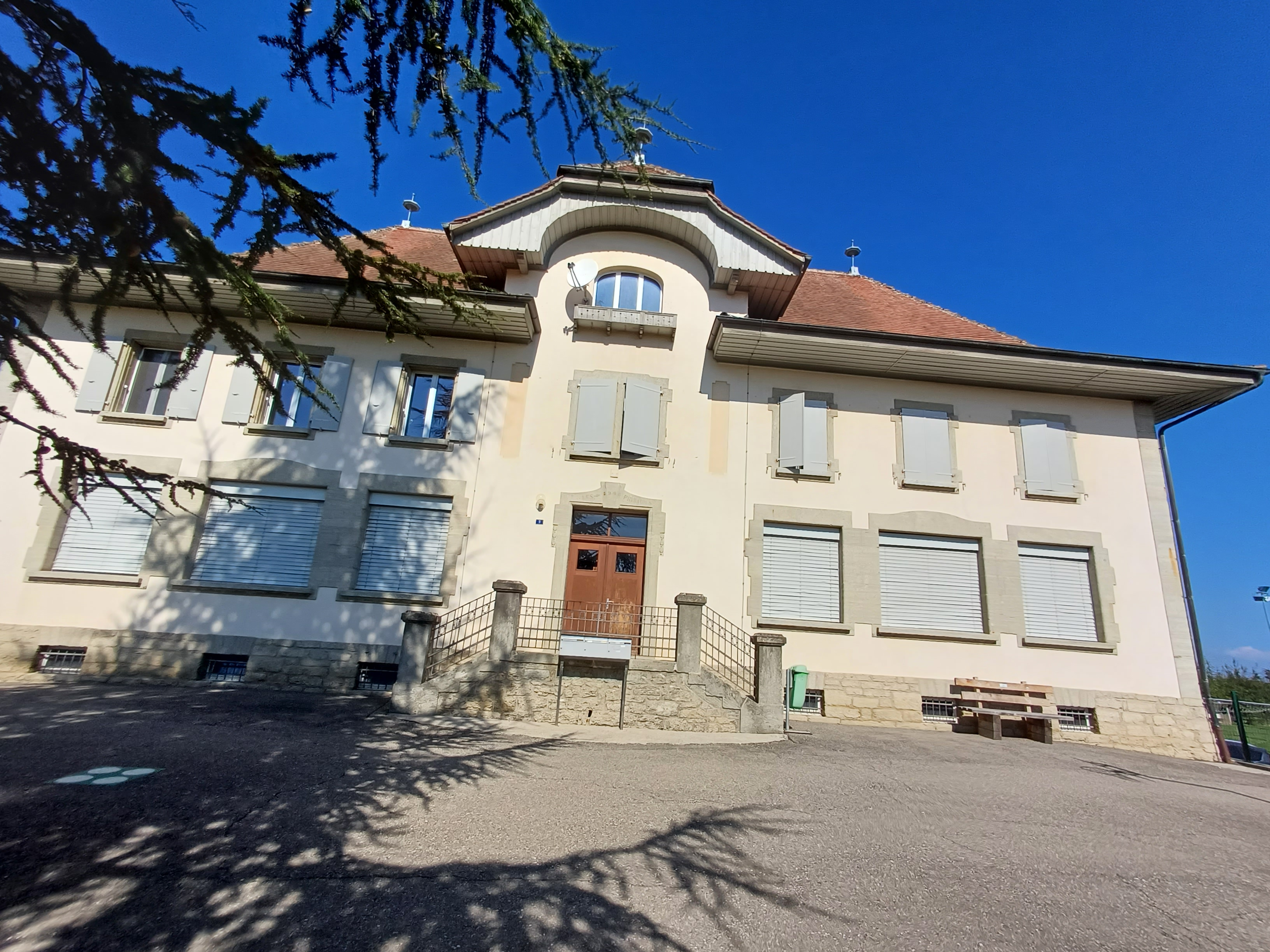
École de Nuvilly

Dans le canton de Fribourg, la scolarité obligatoire est divisée en trois cycles. Nuvilly fait partie du cercle scolaire Les Montets / Nuvilly qui regroupe les localités de Aumont, Frasses, Granges-de-Vesin, Les Montets et Nuvilly. Seul l’enseignement pour les cycles 1 et 2 est dispensé dans ce cercle scolaire. À partir de la 9H (séparation des effectifs par types de classe), les élèves doivent être scolarisés ailleurs.   
Les élèves sont répartis géographiquement entre les localités d’Aumont (deux classes de 1H et 2H en 2023-2024), Nuvilly (trois classes de 3H et 4H) et Les Montets (cinq classes de 5H à 8H). 

## Bien culturel digne d'intérêt

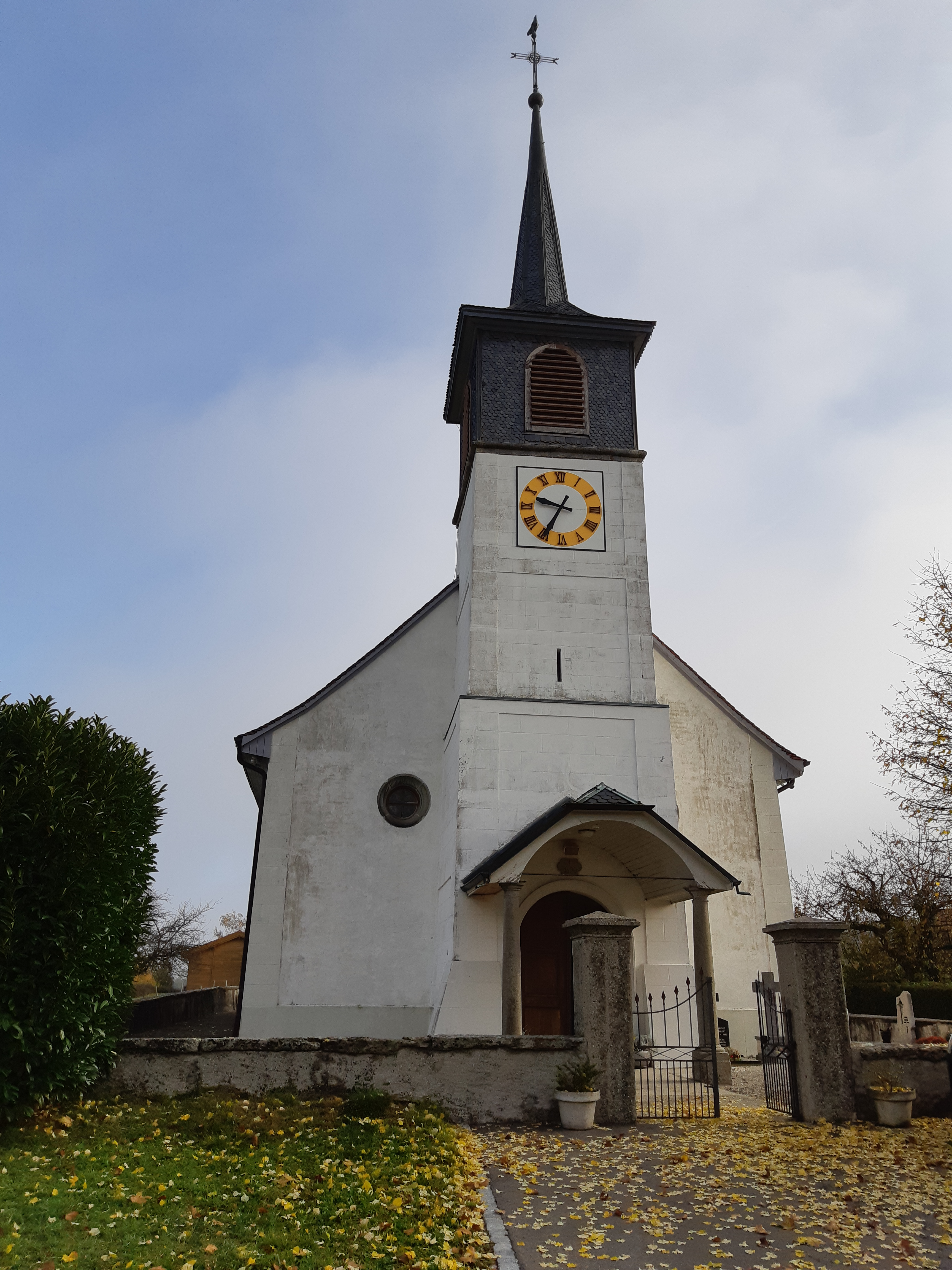
Eglise de Nuvilly

L’église catholique romaine de Nuvilly, consacrée en 1690, de style baroque, est un des biens culturels dignes d’intérêt du village.
Cette église est sous le patronage de saint Jacques le Majeur.
L’église a été restaurée entre 2006 et 2007. Le visiteur pourra y admirer des vitraux où figurent notamment saint Joseph, sainte Bernadette, ainsi qu’un triptyque qui orne les deux côtés du chœur ainsi que sa partie antérieure.     